# Simetria en física
La simetria en física inclou els trets d'un sistema físic que mostra propietats de simetria –és a dir, que sota certes transformacions, aspectes d'aquests sistemes són “incanviables”, d'acord amb una observació particular. Una simetria d'un sistema físic és un tret físic o matemàtic que és preservat sobre un cert canvi (transformació).
En matemàtiques, una transformació és un operador aplicat a una funció de tal manera que, amb aquesta transformació, certes operacions siguen simplificades. Per exemple, en aritmètica, quan es busca un algorisme de nombres, el procés de cerca es redueix a la suma dels algorismes de cada factor.

## Simetria com a invariància
La invariància es defineix matemàticament per transformacions que deixen magnituds sense canvi. Per exemple, la distància entre dos punts d'un sòlid que es mou, però no es deforma.

### Simetries locals i globals
Una simetria global és una simetria que sosté tots els punts en l'espaitemps sota consideració, a diferència de la simetria local, que només sosté un subconjunt de punts.
La majoria de les teories físiques es descriuen amb lagrangians (en física, un lagrangià és una funció matemàtica a partir de la qual es poden derivar l'evolució temporal, les lleis de conservació i altres propietats importants d'un sistema físic), que són invariants amb certes transformacions, quan les transformacions es realitzen en diferents punts de l'espaitemps i es relacionen linealment –tenen simetria global.
Per exemple, en la teoria quàntica, la fase global d'una funció d'ona és arbitrària i no representa res físic. En conseqüència, la teoria és invariant amb canvi global de fases (agregant una constant a la fase de totes les funcions d'ona, en tots els costats): això és una simetria global. En electrodinàmica quàntica, la teoria és també invariant amb un canvi local de fase, és a dir, que es pot alterar la fase de totes les funcions d'ona de manera que l'alteració siga diferent en cada punt de l'espaitemps. Això és una simetria local.

## Simetries contínues
Matemàticament, les simetries contínues es descriuen per funcions contínues o contínuament diferenciables. Una subclasse important de les simetries contínues en física són les simetries d'espaitemps.
La simetria d'espaitemps es refereix a aspectes de l'espaitemps (l'espaitemps és l'entitat geomètrica en què es desenvolupen tots els esdeveniments físics de l'univers, d'acord amb la teoria de la relativitat i altres teories físiques) que poden ser descrits de manera que mostren una forma simètrica.
- Translació de temps: un sistema físic pot tenir els mateixos trets en un cert interval de temps, això s'expressa matemàticament com una invariància amb la transformació per a qualsevol nombre real t i a en l'interval. Per exemple, en mecànica clàssica, una partícula solament afectada per la gravetat tindrà energia potencial gravitacional quan se suspenga a una altura h sobre la superfície terrestre. Assumint que no hi ha canvi en l'altura de la partícula, aquesta serà l'energia potencial gravitacional de la partícula tothora, és a dir, si considerem l'estat de la partícula en un cert temps (segons) i també en l'energia potencial gravitacional total de la partícula preservada.
- Translació espacial: aquestes simetries espacials es representen per transformacions en la forma i descriuen situacions en què la propietat d'un sistema no canvia amb de posició. Per exemple, la temperatura en una habitació pot ser independent del lloc s'hi es trobe el termòmetre.
- Rotació espacial: aquestes simetries espacials es classifiquen com a rotacions pròpies i rotacions impròpies. Les primeres són les rotacions “ordinàries”: matemàticament, es representen per matrius quadrades de determinant u. Les segones es representen per matrius quadrades de determinant -1 i consisteixen en una rotació pròpia combinada amb una reflexió espacial (inversió). Per exemple, una esfera té simetria de rotació pròpia.
- Transformacions Poincaré: aquestes són simetries espaciotemporals que preserven les distàncies en l'espaitemps de Minkowski. Per exemple, són aquelles isometries de l'espai Minkowski. Aquestes s'estudien sobretot en la relativitat especial. Les isometries anomenades transformacions de Lorentz van donar lloc a la simetria coneguda com a covariància de Lorentz.
- Simetries projectives: aquestes són simetries espaciotemporals que preserven l'estructura geodèsica de l'espaitemps. (Es defineix com la línia de mínima longitud que uneix dos punts en una superfície donada, i està continguda en aquesta superfície). Aquestes simetries es poden definir en qualsevol varietat llisa (és un tipus especial de varietat topològica en què tots els mapes de transició són llisos), però troben moltes aplicacions en l'estudi de solucions exactes de la relativitat general.
- Transformacions d'inversió: aquestes són simetries espaciotemporals que generalitzen les transformacions Poincaré per incloure altres transformacions en les coordenades d'espaitemps. Les longituds no són invariants en transformacions d'inversió, però en quatre punts en creu és invariant.

Generalment les simetries de l'espaitemps es descriuen per a camps de vectors llisos. Els mapes llisos subjacents associats als camps vectorials corresponen més directament amb les simetries físiques, però els camps vectorials per si mateixos són més comunament usats quan es classifiquen les simetries d'un sistema físic.
Alguns dels més importants són els camps vectorials de Killing, que són aquelles simetries d'espaitemps en què es preserva l'estructura mètrica d'una varietat subjacent. Els camps vectorials de Killing preserven la distància entre dos punts qualssevol de la varietat.
Un vector de Killing és un vector definit sobre una varietat riemanniana o pseudoriemanniana que defineix un grup uniparamètric d'isometries.

## Simetries discretes
Una simetria discreta és una simetria que descriu canvis no continus en un sistema. Per exemple, un quadrat té simetria discreta rotacional: només rotacions múltiples dels costats drets del quadrat conservaran la seua aparença original. Generalment s'hi involucren canvis, als quals se'ls denomina reflexions o intercanvis.
- Temps revertit: moltes lleis físiques descriuen veritables fenòmens quan la direcció del temps és revertit. Matemàticament, això es representa per la transformació T. Encara que en contextos restringits es pot trobar aquesta simetria, l'univers en si no mostra una simetria sota el temps revertit, d'acord amb la segona llei de la termodinàmica.
- Inversió espacial: es representa amb les transformacions de la forma P i indiquen la invariància del sistema quan les coordenades són “invertides”. En física, una transformació de paritat és el canvi simultani en el signe de tota coordenada espacial. Una representació de P a l'espai euclidià de 3 dimensions seria una matriu P = diag (-1,-1,-1). Més general, qualsevol matriu ortogonal de determinant -1 correspon a una rotació més la paritat.
- Reflexió de desliz: es representa per la composició d'una translació i una reflexió. Aquestes simetries ocorren en alguns cristalls i en algunes simetries planes.

Un tipus de simetria coneguda com a supersimetria s'ha utilitzat per fer avanços en el model estàndard (teoria física que explica certs fenomen en partícules fonamentals). Encara no s'ha provat experimentalment.

## Matemàtiques de la simetria física
Les transformacions que descriuen simetries físiques típiques formen un grup matemàtic. La teoria de grup (en àlgebra abstracta, la teoria de grups estudia les estructures algebraiques conegudes com a grups. (En àlgebra abstracta, un grup és un conjunt en què es defineix una operació binària (un magma), que satisfà certs axiomes.) És una àrea important de la matemàtica física.
Les simetries contínues s'especifiquen matemàticament per grups continus (anomenats grups de Lie). Moltes simetries físiques són isometries i s'especifiquen per simetria de grups. A voltes, aquest terme s'usa per a tipus més generals de simetries. El conjunt de totes les rotacions pròpies a través de qualsevol eix d'una esfera forma un grup de Lie anomenat grup ortogonal. El conjunt de totes les transformacions de Lorenz formen un grup anomenat grup de Lorenz.
Les simetries discretes són descrites pels grups discrets. I la reducció per simetria de l'energia funciona sota l'acció d'un grup, i la ruptura espontània de simetria electrofeble (concepte d'una teoria física que unifica la interacció feble i l'electromagnetisme, dues de les quatre forces fonamentals de la natura: hi ha quatre tipus d'interaccions fonamentals: interacció nuclear forta, interacció nuclear feble, interacció electromagnètica i interacció gravitatòria) de les transformacions de grups simètrics sembla esclarir temes de la física de partícules, per exemple, la unificació de l'electromagnetisme i la interacció feble en la cosmologia física.
Les propietats simètriques d'un sistema físic estan íntimament relacionades amb les lleis de conservació que caracteritzen el sistema. El teorema de Noether dona una precisa descripció d'aquesta relació. El teorema diu que cada simetria d'un sistema físic implica que alguna propietat física del sistema es conserva, i per contra, que cada magnitud conservada té una simetria corresponent. Per exemple, la isometria de l'espai dona lloc a la conservació lineal de momentum, i la isometria del temps dona lloc a la conservació de l'energia.